# Neotoma macrotis
Neotoma macrotis és una espècie de mamífer rosegador de la família dels cricètids. Viu a Mèxic (Baixa Califòrnia) i l'oest dels Estats Units (Califòrnia). Els seus hàbitats naturals són els chaparrals, els matollars costaners i els boscos. És una espècie en risc mínim, és a dir, no sembla que hi hagi cap amenaça significativa per a la seva supervivència. El seu nom específic, macrotis, significa ‘orelluda’ en llatí.